# Военная цензура

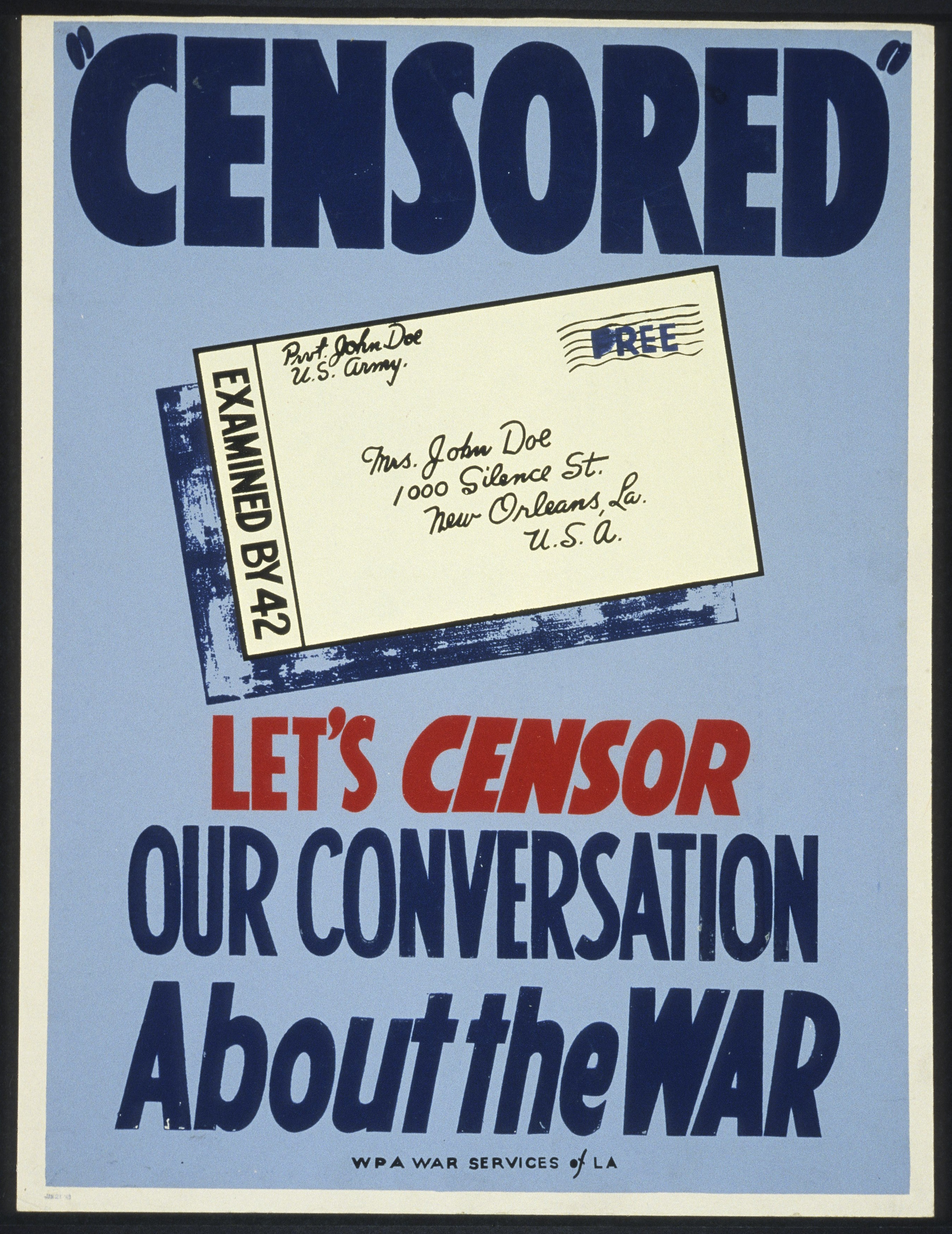
Американский плакат времен Второй мировой войны. Изображено солдатское письмо, прошедшее цензуру.

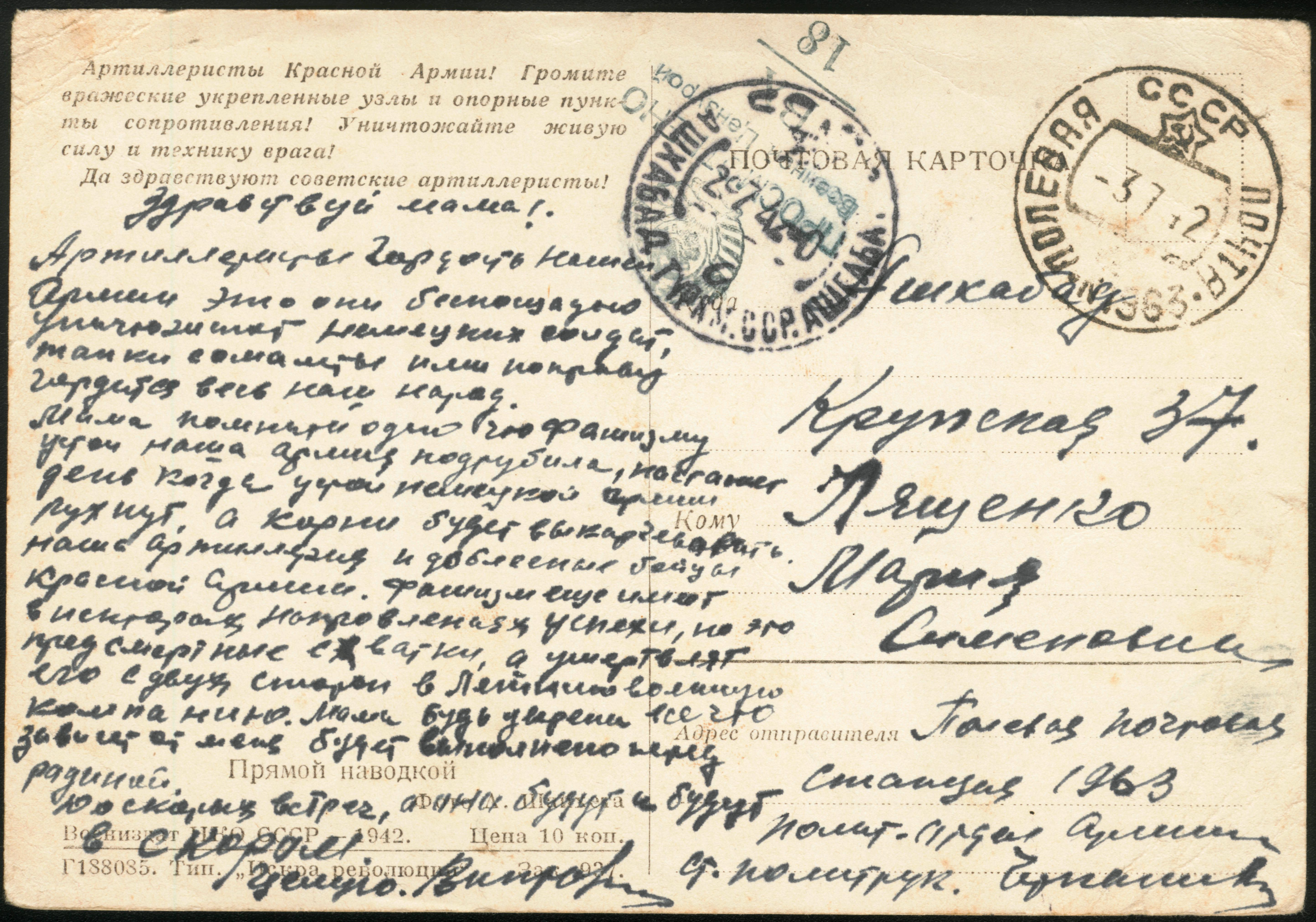
Прошедшая военную цензуру карточка НКО СССР Прямой наводкой. Отправлена 3 июля 1942 года с фронта полевой почтой 1963 в Ашхабад.

Вое́нная цензу́ра — одна из форм контроля со стороны военных и других государственных органов открытых видов информации (печать, радио, телевидение, кино, произведения изобразительного искусства, экспозиции музеев и так далее), а иногда и частной переписки.

## Общие сведения
Цель военной цензуры — не допустить опубликования и оглашения в открытых источниках сведений, составляющих военную тайну, то есть сведений военного характера, специально охраняемых государством как разновидность государственной тайны. Существует как в военное, так и в мирное время, и является разновидностью ведомственной цензуры.

## История
Как отдельный государственный институт военная цензура сформировалась в XIX веке, хотя как вид цензурного контроля существовала и раньше.
В США военная цензура была впервые введена во время Гражданской войны в 1861 году. Журналистам под угрозой закрытия газеты и ареста запретили публиковать информацию, которая могла бы пойти на пользу Конфедерации.
Во время Первой и Второй мировых войн цензура контролировала деятельность военных корреспондентов и переписку военнослужащих.
Современная военная цензура контролирует:
- гражданские коммуникации в местах, управляемых военными властями;
- материалы СМИ, касающиеся вооруженных сил;
- переписку военнопленных и интернированных гражданских лиц;
- почту из армии и с военных объектов, а также в армию и на военные объекты;
- личные коммуникации служащих вооруженных сил.

### В России и СССР
В Российской империи должность военного цензора впервые была введена в 1810 году, когда появилась необходимость в ней в связи с появлением частного военного журнала. Централизованная военная цензура появилась в 1836 году, когда был создан Военно-цензурный комитет. В 1905 году в соответствии с Манифестом 17 октября 1905 года предварительная цензура была отменена, а военно-цензурные учреждения — расформированы.
В начале Первой мировой войны в России были созданы военно-цензурные комиссии при штабах округов, которые находились в непосредственном подчинении Главной военно-цензурной комиссии. В обязанности местных комиссий входила перлюстрация международной и местной корреспонденции и цензура местной периодики. В штат комиссий входили опытные жандармские офицеры и филологи-переводчики, поскольку работать приходилось с корреспонденцией и изданиями на европейских и восточных языках. Осенью 1917 года военно-цензурные комиссии были упразднены, и некоторые функции военной цензуры были переданы военным почтово-телеграфным контрольным бюро.
В связи с началом Гражданской войны на части территории Российской империи, контролировавшейся РККА, была введена военная цензура, в ведении которой находилась вся информация, связанная с военной тематикой. Вначале цензурой занимался Реввоенсовет и Наркомпочтель РСФСР, а в 1921 году все функции военной цензуры были переданы ВЧК (позднее ОГПУ).
Во время Второй мировой войны в РСФСР, как и во всём СССР и как и в мирное время, действовала всеобщая политическая цензура.
После распада СССР в новой Конституции России была принята статья 29 (часть 5), запрещающая цензуру.
В 2022 году в связи со вторжением в Украину в России вновь была введена военная цензура: Роскомнадзор потребовал от СМИ и информационных ресурсов освещать военные действия на Украине, используя только информацию из официальных российских источников; был принят «закон о фейках», устанавливающий уголовную ответственность за распространение определённой информации о войне.